# Evaza varipes
Evaza varipes är en tvåvingeart som beskrevs av James 1969. Evaza varipes ingår i släktet Evaza och familjen vapenflugor. Inga underarter finns listade i Catalogue of Life.